# Mobilier archéologique
Le mobilier archéologique, ou matériel archéologique, regroupe les objets laissés par l'homme au cours des siècles qui permettent à l'archéologie d'investiguer et de reconstituer l'histoire des différentes cultures et civilisations ayant existé sur la planète. 
Il s'agit d'objets divers, d'outils, d'ossements — y compris humains —, de poteries, d'armes, de scories, de pièces de monnaie, de bijoux, de textile, de peinture, de bâtiments ou d'infrastructures (on parle du bâti), d'empreintes, de charbon, de restes de repas, de carporestes, de diaspores, etc. Les archéologues parlent ainsi de mobilier lithique, céramique, métallurgique, osseux…
Ces objets font partie des vestiges mobiliers (en), les vestiges non mobiliers correspondant aux éléments architecturaux ou aux traces qui restent en place.
Les vestiges mobiliers sont divisés entre artéfacts et écofacts.
Il faut comprendre que ces traces retrouvées par les archéologues sont partielles, fragmentaires et altérées par les processus naturels de décomposition.

## En France
Depuis la loi no 41-4011 du 27 septembre 1941 relative à la réglementation des fouilles archéologiques, les objets archéologiques découverts fortuitement en France appartenaient à 50 % au propriétaire du terrain et à 50 % à l'inventeur. Cette loi française avait pour conséquence qu'une partie du patrimoine archéologique pouvait être dispersé.
La loi Liberté de la création, architecture et patrimoine du 7 juillet 2016 renverse ce statut et stipule que le patrimoine archéologique français, même celui découvert sur une propriété privée (le propriétaire recevant une indemnisation évaluée à l'amiable afin de « compenser le dommage qui peut lui être occasionné pour accéder au dit bien »), appartient désormais à 100 % à l'État.